# District de Mafeteng
Mafeteng est un district du Lesotho.

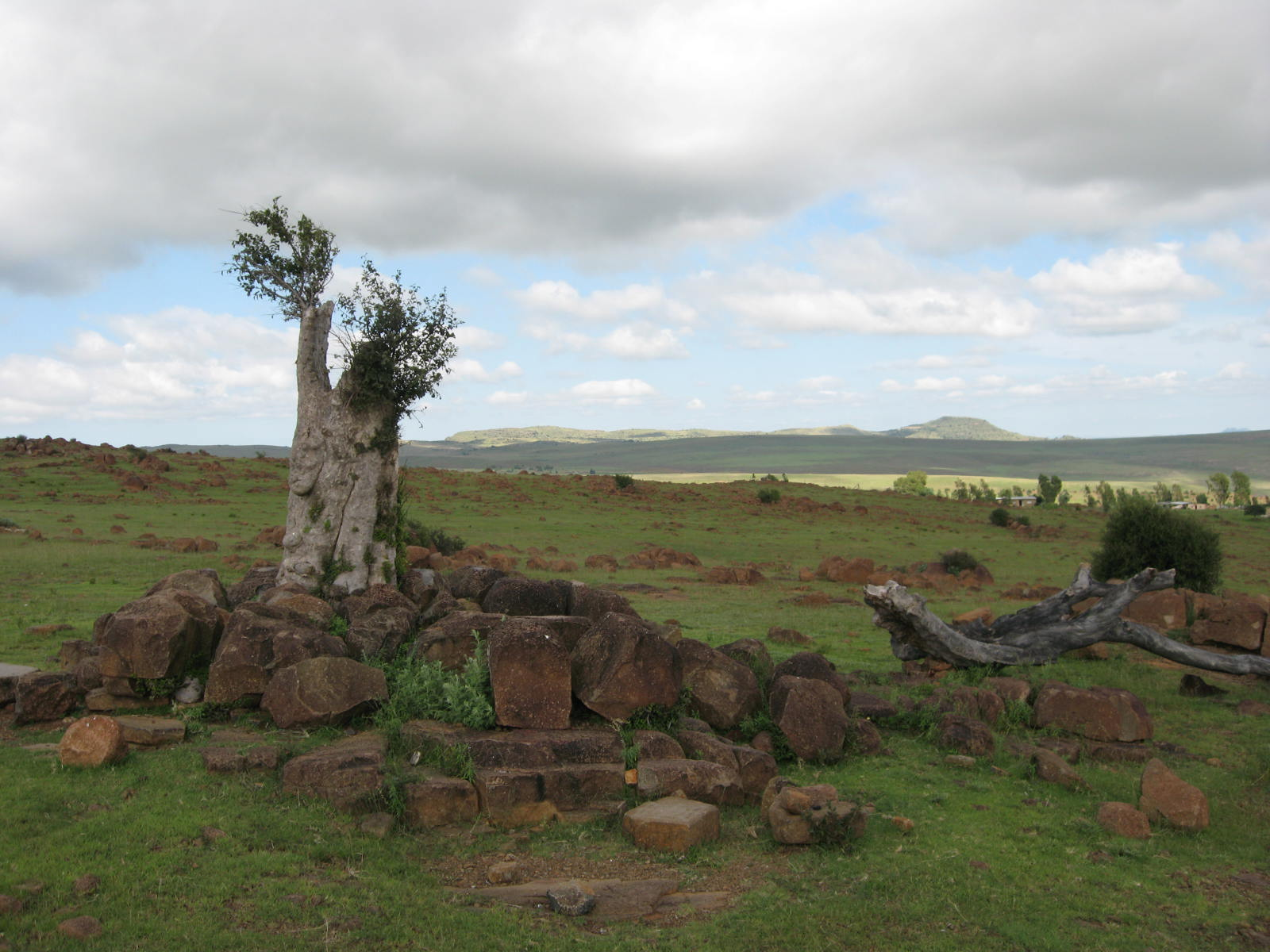
Paysage près de Ha Khopolo, Mafeteng